# Hyperdrama
Hyperdrama è il quarto album in studio del duo musicale francese Justice, pubblicato nel 2024.

## Tracce
1. Neverender (with Tame Impala) – 4:26
2. Generator – 4:42
3. Afterimage (with Rimon) – 4:05
4. One Night/All Night (with Tame Impala) – 4:36
5. Dear Alan – 5:33
6. Incognito – 4:01
7. Mannequin Love (with the Flints) – 3:27
8. Moonlight Rendez-vous – 2:00
9. Explorer (with Connan Mockasin) – 4:09
10. Muscle Memory – 4:10
11. Harpy Dream – 0:28
12. Saturnine (with Miguel) – 3:21
13. The End (with Thundercat) – 4:14